# Maiken Nielsen

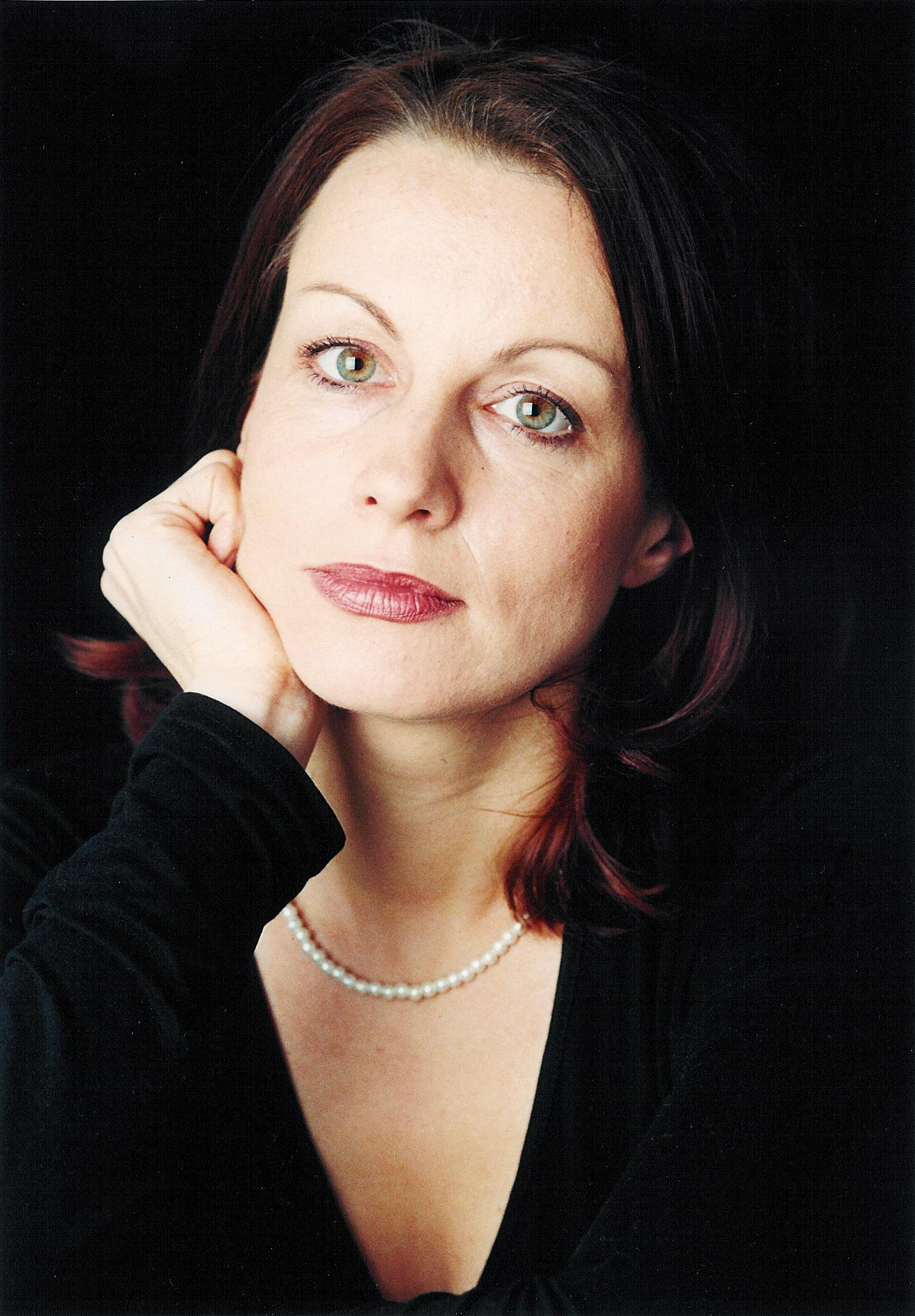
Maiken Nielsen (2003)

Maiken Nielsen (* 4. März 1965 in Hamburg) ist eine deutsche Schriftstellerin und Journalistin.

## Leben
Maiken Nielsen ist die Enkelin des  Hindenburg-Zeppelin-Navigators Christian Nielsen. Sie wurde in Hamburg geboren und absolvierte dort auch ihre Schulzeit. Im Anschluss daran studierte sie an der Universität von Aix-en-Provence.
Nach erfolgreichem Abschluss kam Nielsen nach Deutschland zurück und ließ sich wieder in ihrer Heimatstadt nieder. Seit 1996 arbeitet sie als Journalistin und Rundfunksprecherin beim Norddeutschen Rundfunk.
Nielsen hat eine Tochter und ist mit dem Produzenten und Regisseur Tom Ockers verheiratet. Das Paar lebt in Hamburg.

## Werke
als Buchautorin
- Zaubernase. Patmos Verlag, Düsseldorf 1996, ISBN 3-491-37342-5.
- Mia will mehr. Patmos Verlag, Düsseldorf 1997, ISBN 3-491-37368-9.
- Das Haus des Kapitäns. Roman. Knaur, München 2002, ISBN 3-426-66091-1.
- Die Tochter des Kapitäns. Roman. Knaur, München 2007, ISBN 978-3-426-63457-8.
- 4 × Herz und Caffè Latte. (= rororo Rotfuchs). Rowohlt, Reinbek 2006, ISBN 3-499-21358-3.
- 4 × Herz und Croque-Monsieur. (= rororo Rotfuchs). Rowohlt, Reinbek 2007, ISBN 978-3-499-21377-9.
- 4 × Herz und Stracciatella. (= rororo Rotfuchs). Rowohlt, Reinbek 2008, ISBN 978-3-499-21467-7.
- 4 × Herz und scharfes Sushi. (= rororo Rotfuchs). Rowohlt, Reinbek 2009, ISBN 978-3-499-21507-0.
- Im Namen der Königin. Historischer Jugendroman. (= rororo Rotfuchs). Rowohlt, Reinbek 2007, ISBN 978-3-499-21440-0.
- Die Freimaurerin. Historischer Roman. Rowohlt, Reinbek 2008, ISBN 978-3-499-24285-4.
- Das siebte Werk. Historischer Kriminalroman. Rowohlt, Reinbek 2009, ISBN 978-3-499-24943-3.
- Lonablog.com. Roman. Rowohlt, Reinbek 2010, ISBN 978-3-499-21543-8.
- Trampen. Durch die Welt mit Neugier und Glück Corso, Hamburg 2011, ISBN 978-3-86260-010-6.
- Uptown Groove New York. Oetinger, Hamburg 2012, ISBN 978-3-8415-0152-3.
- Ziemlich mitgenommen. Wunderlich, Reinbek 2014, ISBN 978-3-8052-5067-2. (unter dem Pseudonym Mia Sassen)
- Plötzlich mächtig. Wunderlich, Reinbek 2015, ISBN 978-3-8052-5091-7. (unter dem Pseudonym Mia Sassen)
- Und unter uns die Welt. Wunderlich, Reinbek 2016, ISBN 978-3-8052-5108-2.
- Space Girls. Wunderlich, Hamburg 2019, ISBN 978-3-8052-0331-9.
- Ein neuer Horizont. Wunderlich, Hamburg 2021, ISBN 978-3-8052-0072-1.
- Die Frau, die es nicht mehr gibt. Wunderlich, Hamburg 2023, ISBN 978-3-8052-0105-6.

als Filmautorin
- Als die Sturmflut nach Hamburg kam. Norddeutscher Rundfunk, 2012.
- Geraubte Leben. Europa im KZ Neuengamme. Norddeutscher Rundfunk, 2013.

als Übersetzerin
- Agnieszka Taborska: Der Fischer auf dem Meeresgrund. Eine Geschichte. Patmos Verlag, Düsseldorf 1997, ISBN 3-491-37376-X. (Bilderbuch; illustriert von Józef Wikoń)